# Acacia brachystachya
Acacia brachystachya é uma espécie de leguminosa do gênero Acacia, pertencente à família Fabaceae.